# Кадрина (волость)
Ка́дрина (эст. Kadrina vald) — волость в Эстонии, в составе уезда Ляэне-Вирумаа.

## География
Волость Кадрина расположена на западе уезда Ляэне-Вирумаа. Соседние волости: Тапа, Раквере и Хальяла, а также волость Куусалу уезда Харьюмаа.
Площадь волости — 353,88 км², что составляет 10 % от площади уезда Ляэне-Вирумаа.
На территории волости находятся 5 охраняемых природных территорий, 8 парков, 5 природоохранных объектов и 3 участка природоохранной сети Натура 2000.

## Населённые пункты
На территории волости расположены 2 посёлка и 40 деревень.

Посёлки: Кадрина, Хулья.

Деревни: Ама, Арбавере, Вайату, Ванду, Вийтна, Вохнья, Выдувере, Выйпере, Йыэпере, Йыэтагзе, Йюримыйза, Кадапику, Каллуксе, Кихлевере, Кику, Колу, Кырвекюла, Ланте, Лейкуде, Лообу, Лясна, Мындавере, Мяо, Неэрути, Охепалу, Орутагузе, Парийзи, Пыйма, Ридакюла, Рымеда, Салда, Сауке, Соотагузе, Тирбику, Токолопи, Удрику,  Уку, Ундла, Хыбеда, Хярьяди.

## История
Волость Кадрина была создана 9 апреля 1992 года. В ходе административной реформы 2005 года в состав волости вошли 3 деревни волости Сакси: Кику, Салда и Парийзи. Административный центр волости Кадрина — посёлок Кадрина.

## Статистика
Число жителей волости на 1 января 2007 года составляло 5500 человек. По данным Регистра народонаселения по состоянию по состоянию на 1 января 2020 года в волости было зарегистрировано 4837 жителей.

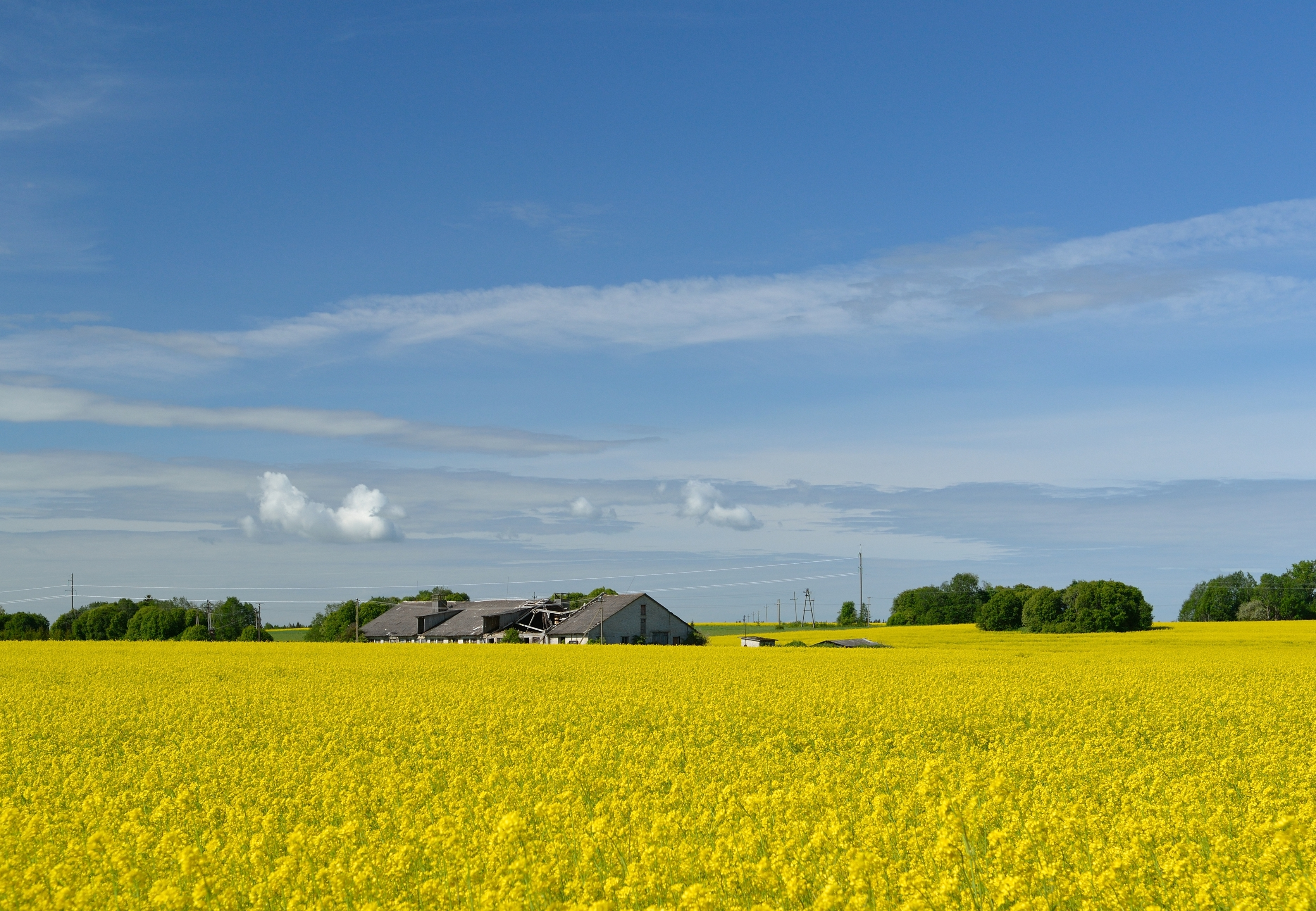
Деревня Выйпере

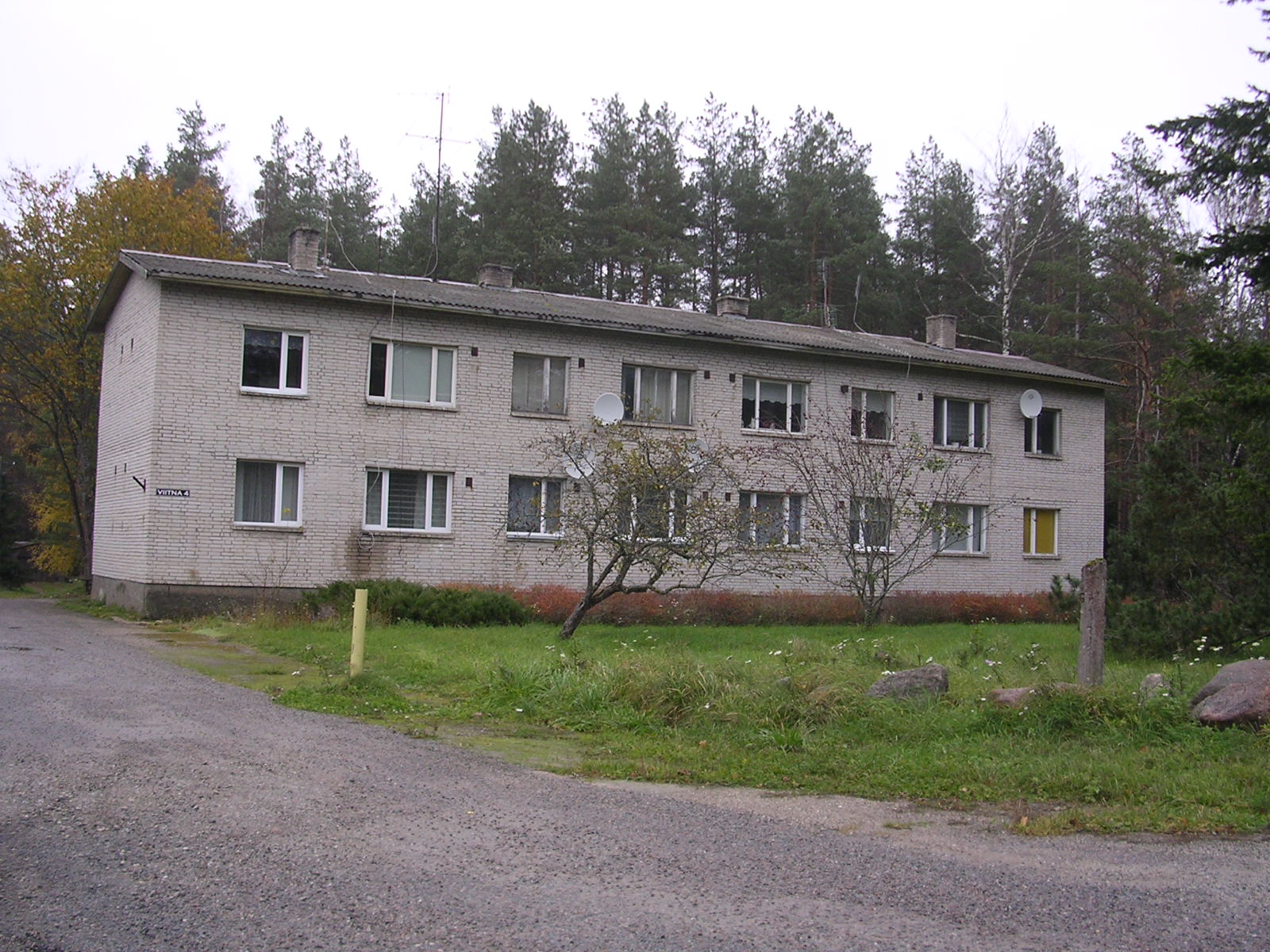
Жилой дом в деревне Вийтна

Данные Департамента статистики о волости Кадрина:
Число жителей на 1 января каждого года:
| Год     | 2015 | 2016   | 2017   | 2018   | 2019   | 2020   | 2021   | 2022   |
| ------- | ---- | ------ | ------ | ------ | ------ | ------ | ------ | ------ |
| Человек | 4964 | ↘ 4896 | ↗ 5009 | ↘ 4908 | ↘ 4858 | ↘ 4790 | ↗ 4791 | ↗ 4838 |

Зарегистрированные безработные:
| Год     | 2015 | 2016 | 2017 | 2018 | 2021 (авуст) |
| ------- | ---- | ---- | ---- | ---- | ------------ |
| Человек | 74   | ↗ 98 | ↘ 91 | ↘ 84 | ↗ 129        |

Средняя брутто-зарплата работника:
| Год  | 2015   | 2016       | 2017       | 2018       | 2020       |
| ---- | ------ | ---------- | ---------- | ---------- | ---------- |
| Евро | 949,75 | ↗ 1 004,18 | ↗ 1 076,07 | ↗ 1 150,03 | ↗ 1 263,50 |

В 2019 году волость Кадрина занимала 29 место по величине средней брутто-зарплаты среди 79 муниципалитетов Эстонии.
Численность учащихся в школах:
| Год     | 2015 | 2016  | 2017  | 2018  |
| ------- | ---- | ----- | ----- | ----- |
| Человек | 594  | ↗ 602 | ↗ 634 | ↘ 622 |

## Инфраструктура
Услуги образования предоставляют детский сад «Сипсик» в Кадрина, начальная школа-детсад в Вохнья и средняя школа в Кадрина. В волостном центре работает одна библиотека с филиалами в четырёх деревнях. В Школе искусств Кадрина можно обучаться музыке и изобразительному искусству, посещать кружки по интересам. В 2017/2018 учебном году в школе искусств насчитывалось 101 ученик. В волости есть также Школа эстетики и танца и балетный класс. В Народном доме Кадрина действуют смешанный хор и ансамбль духовых инструментов. Общественная жизнь идёт также в Народном доме Лясна, где есть драматический кружок, сельский хор, детский песенно-танцевальный кружок, кружок рукоделия и раз в неделю показывают кино.
Медицинские услуги первого уровня оказывает Центр здоровья Кадрина. В нём работает 3 семейных врача и аптека. Есть зубоврачебный кабинет.
Основная часть квартирной собственности (64 %) находится в посёлке Кадрина. В квартире проживает каждый второй житель волости. Центральное водоснабжение и канализация есть в посёлках Кадрина и Хулья и в деревнях Вийтна, Вохнья, Салда, Кику, Ридакюла и Кихлевере. Государственные земли (11 708,7 гектара) составляют почти 33% от общей площади волости.
Через волость проходят государственные шоссе, самые крупные из которых Таллин—Нарва и Пярну—Раквере—Сымеру.

## Экономика
Большинство зарегистрированных в волости предприятий занимаются сельским и лесным хозяйством, однако самые крупные по численности персонала предприятия работают в сфере промышленного производства, в частности Flexa Eesti AS (производство мебели) — 237 работников, Aru Grupp AS (деревянные окна, двери, модульные дома) — 165 работников, TB Works OÜ (металлообработка) — 111 работников по состоянию на 31.12.2019.

## Достопримечательности

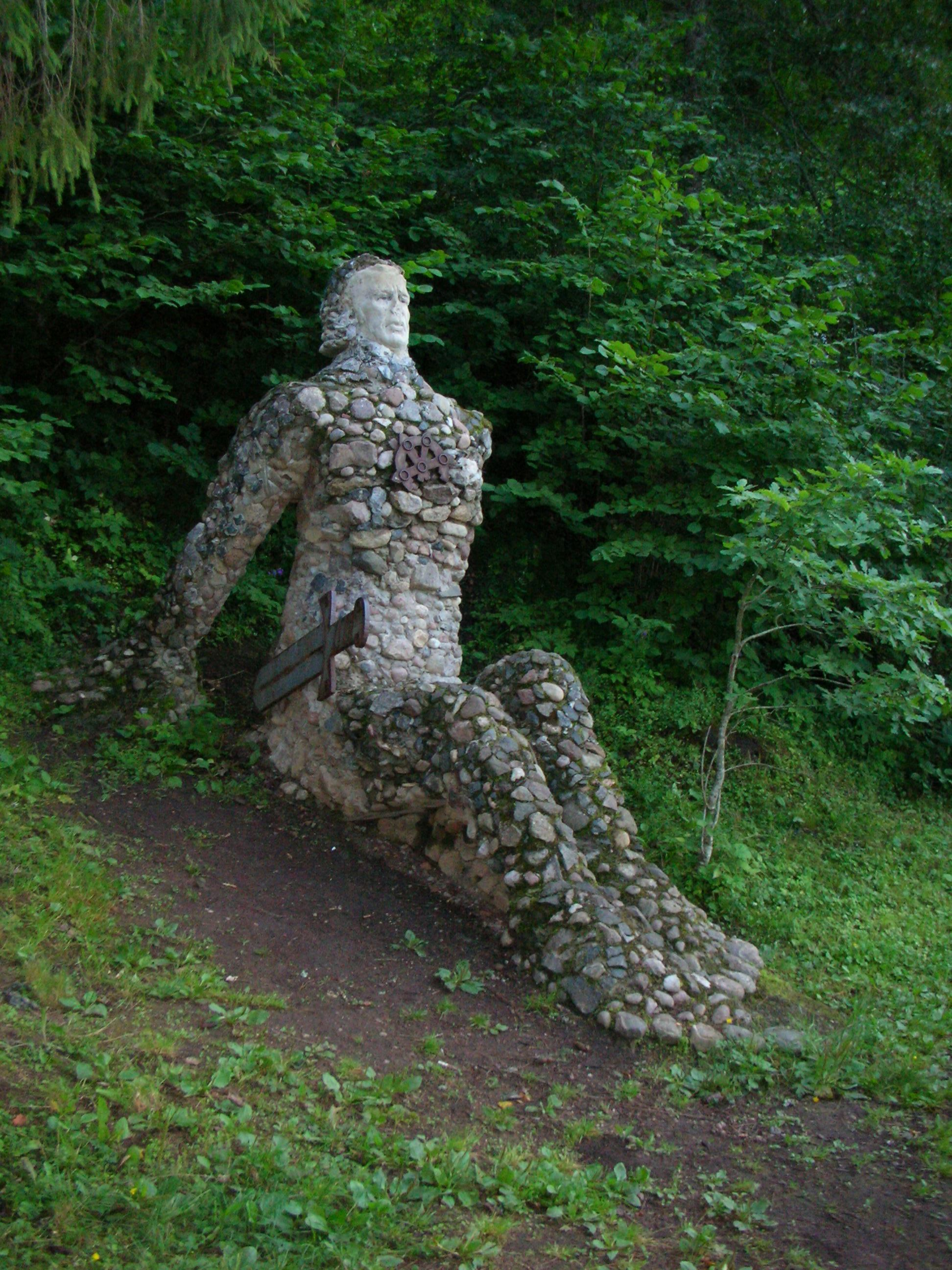
Статуя Калевипоэга

Одними из достопримечательностей волости являются:
- Церковь Кадрина
- Памятник Освободительной войне в Кадрина
- Мыза Неэрути
- Мыза Вохнья
- Мыза Удрику
- Мыза Ундла
- Мыза Арбавере
- Народный дом Кадрина
- Статуя Калевипоэга в Неэрути
- Памятник эстонскому языку в Кадрина

## Галерея

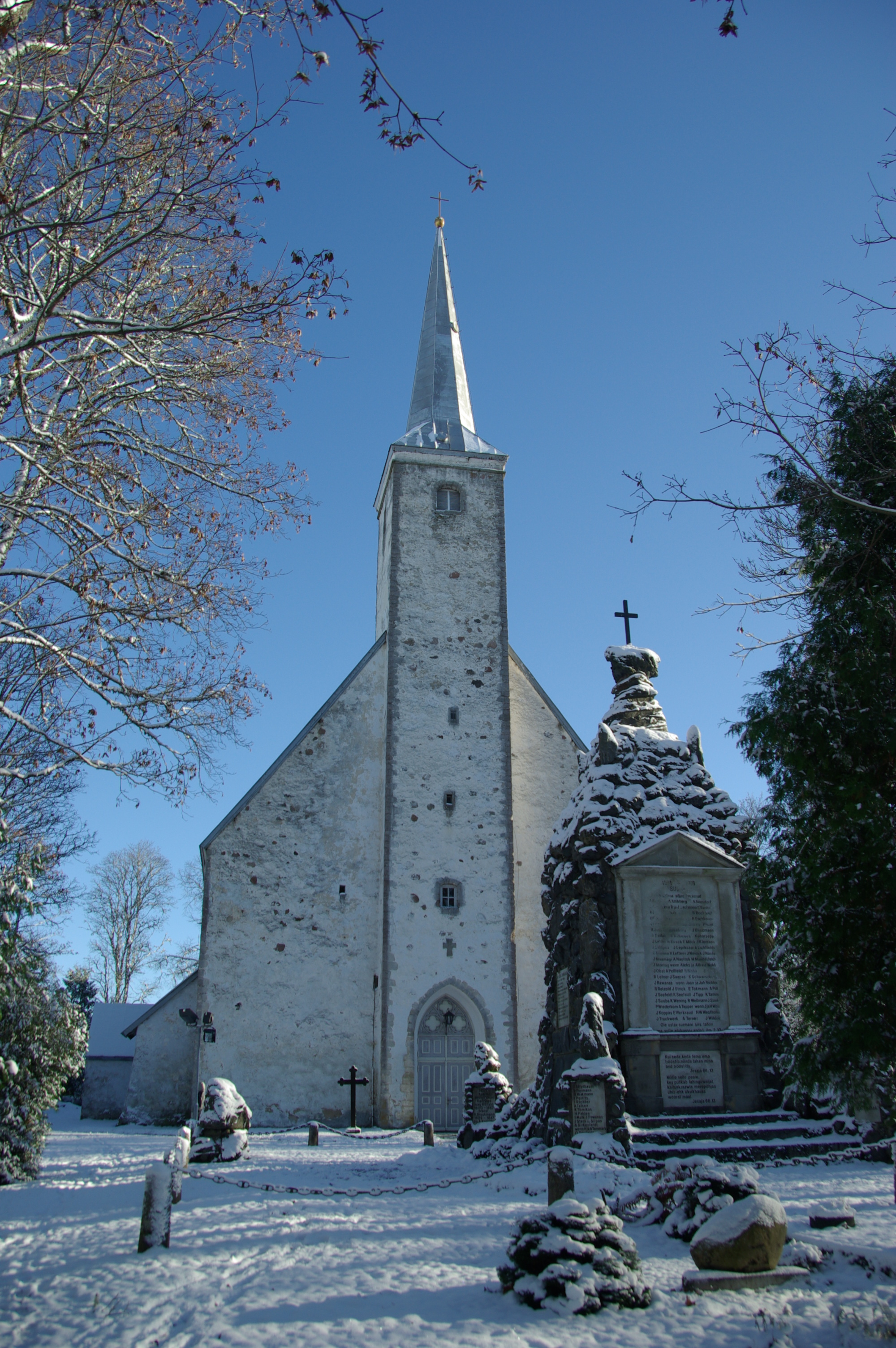
Церковь Кадрина
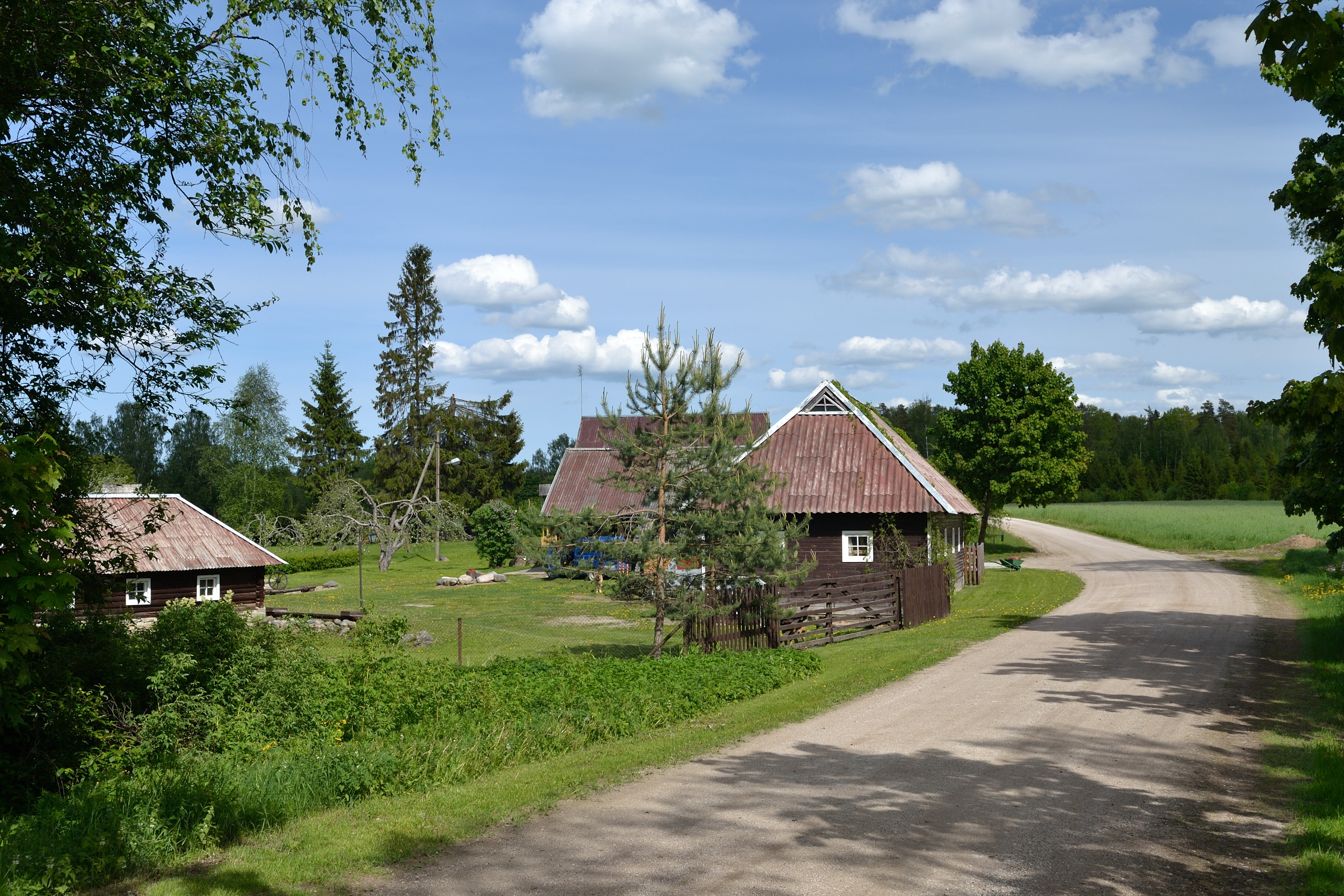
Деревня Арбавере
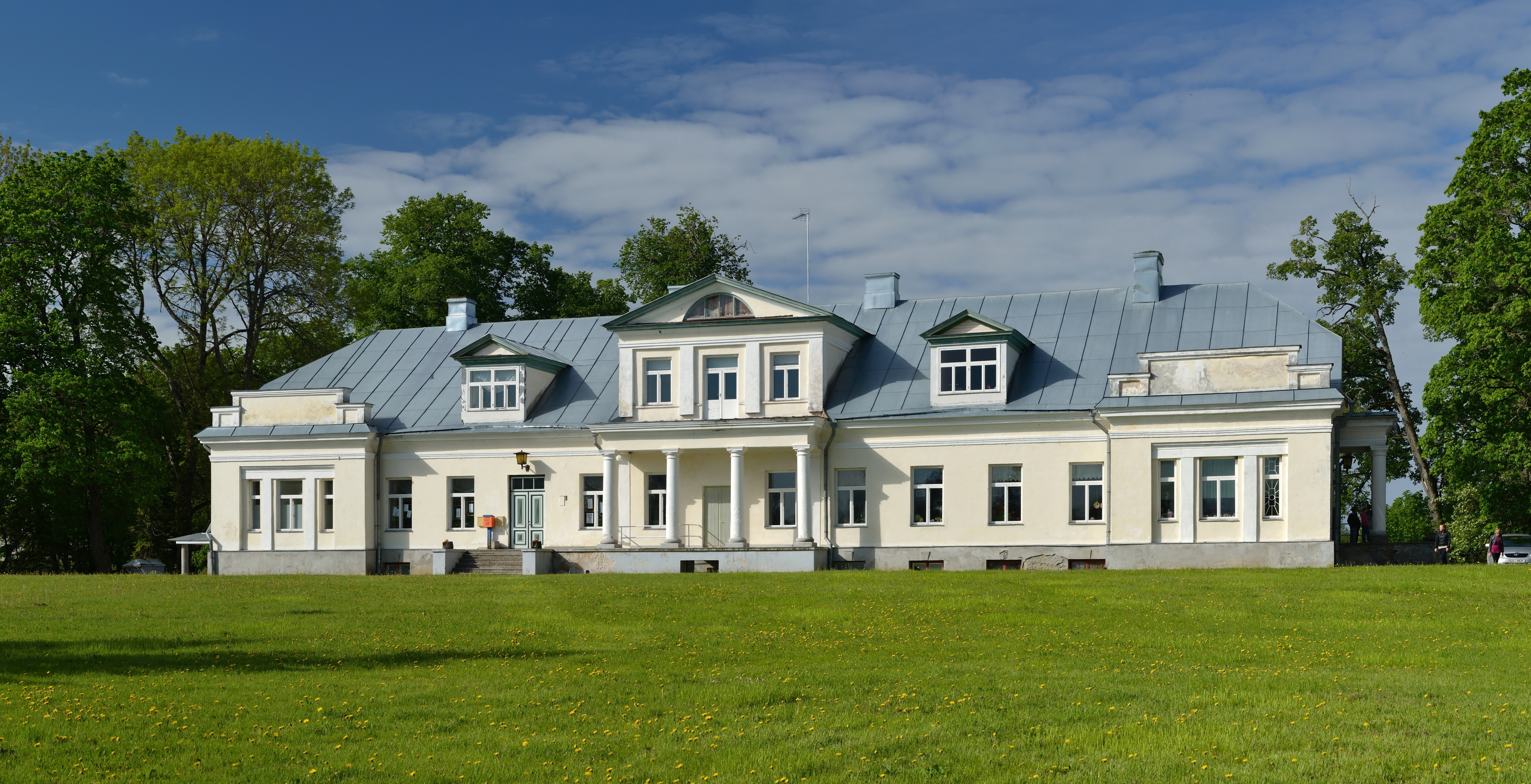
Мыза Вохнья
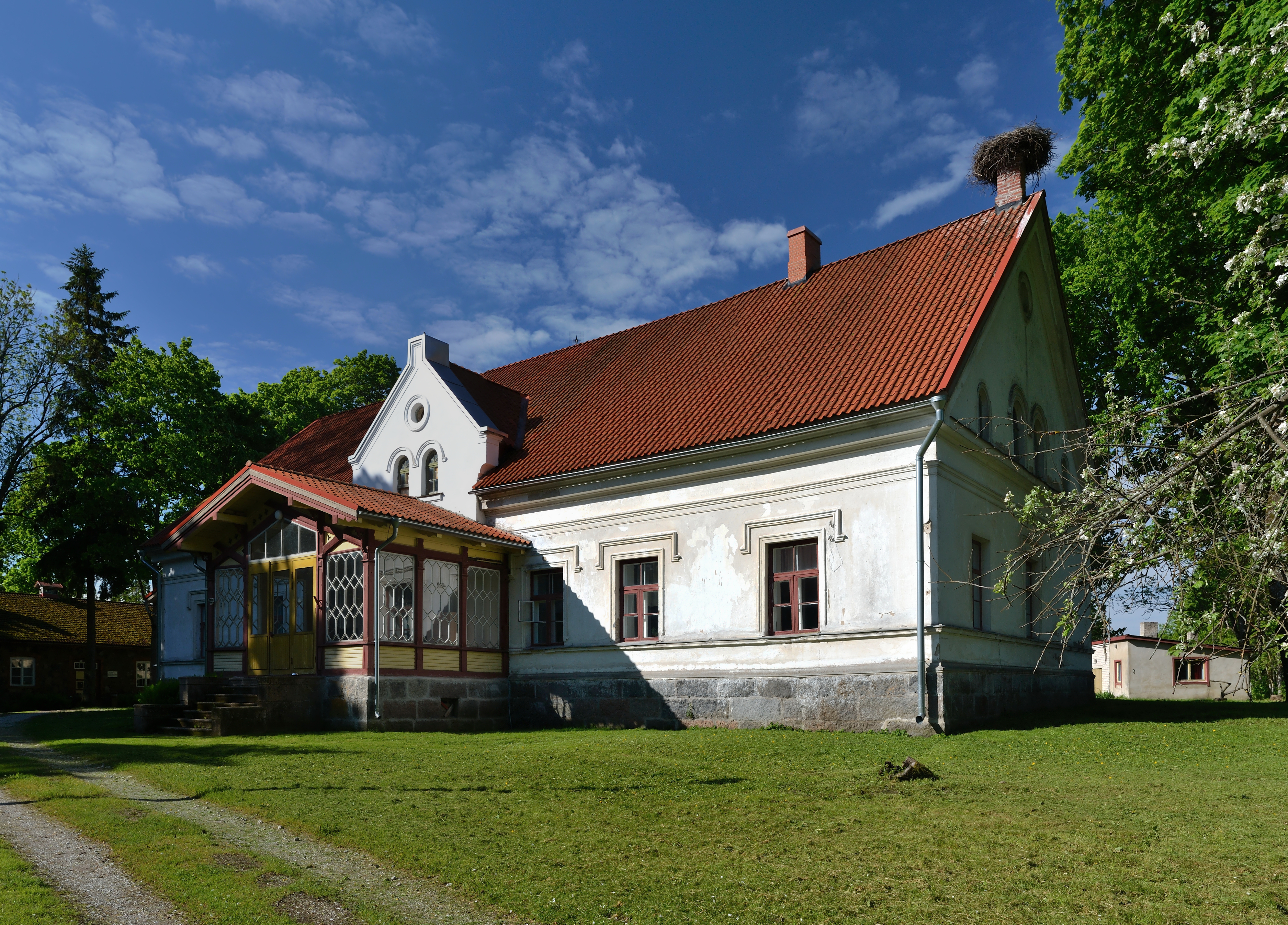
Мыза Ундла
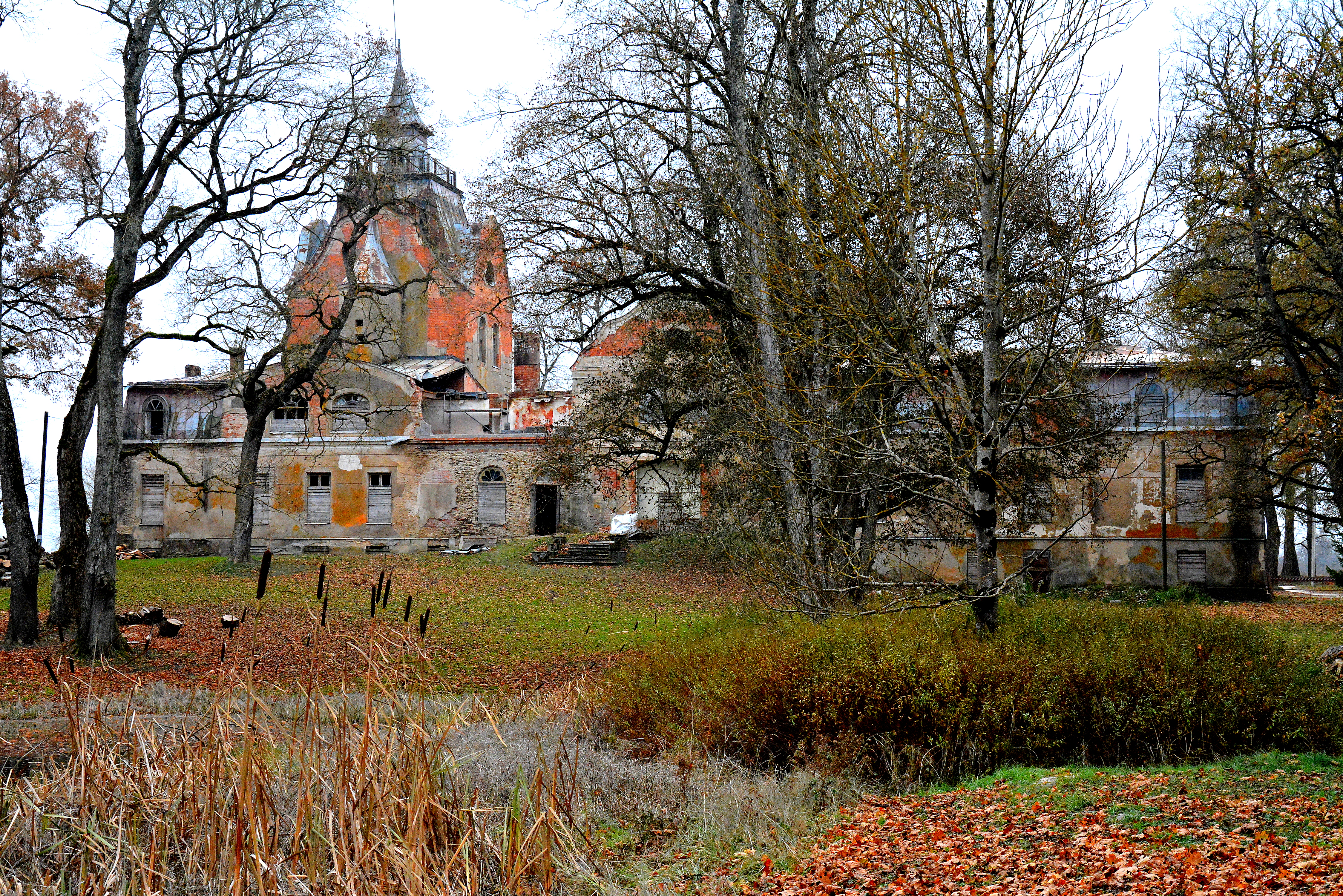
Мыза Неэрути
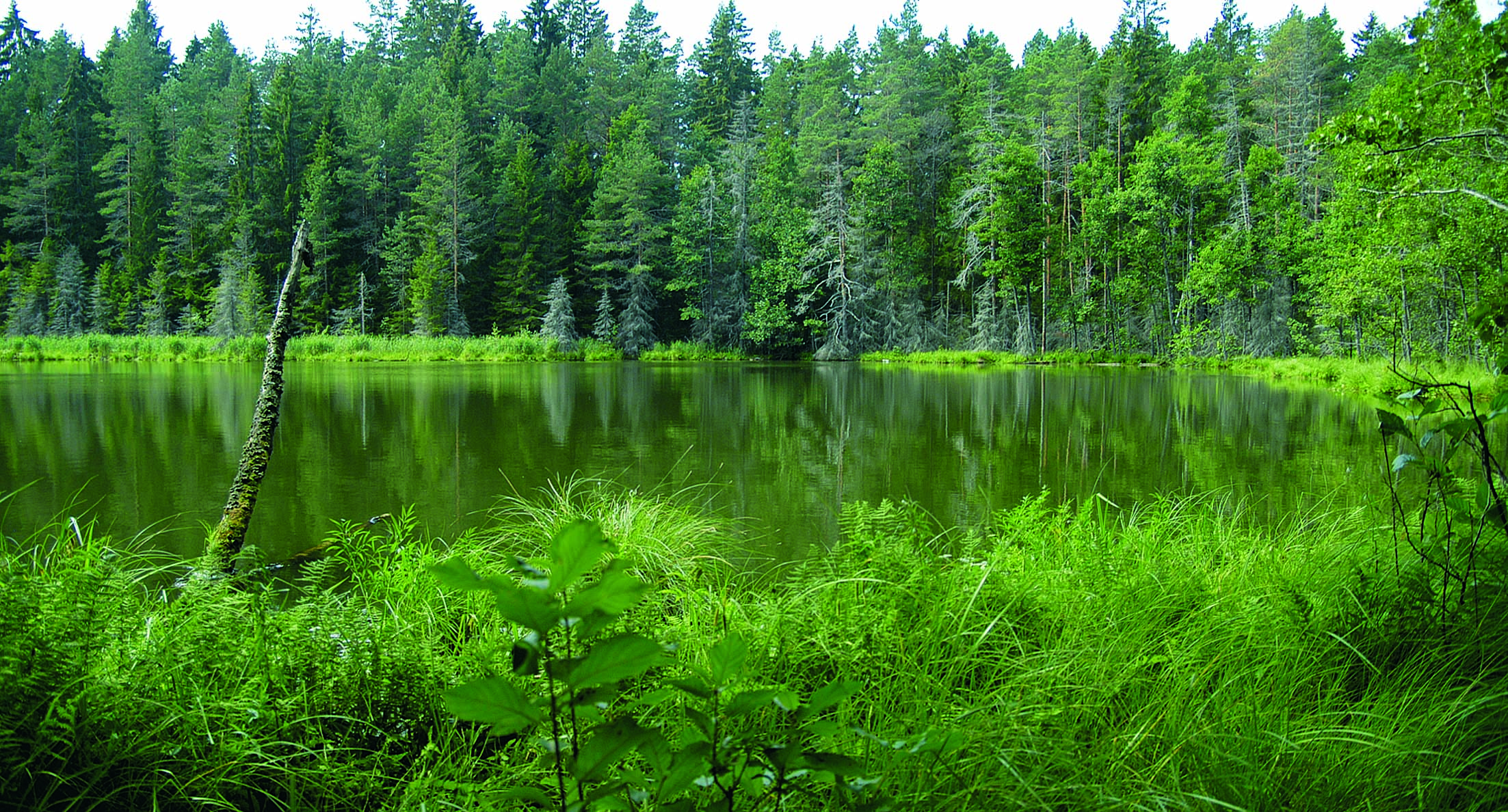
Озеро Набуди
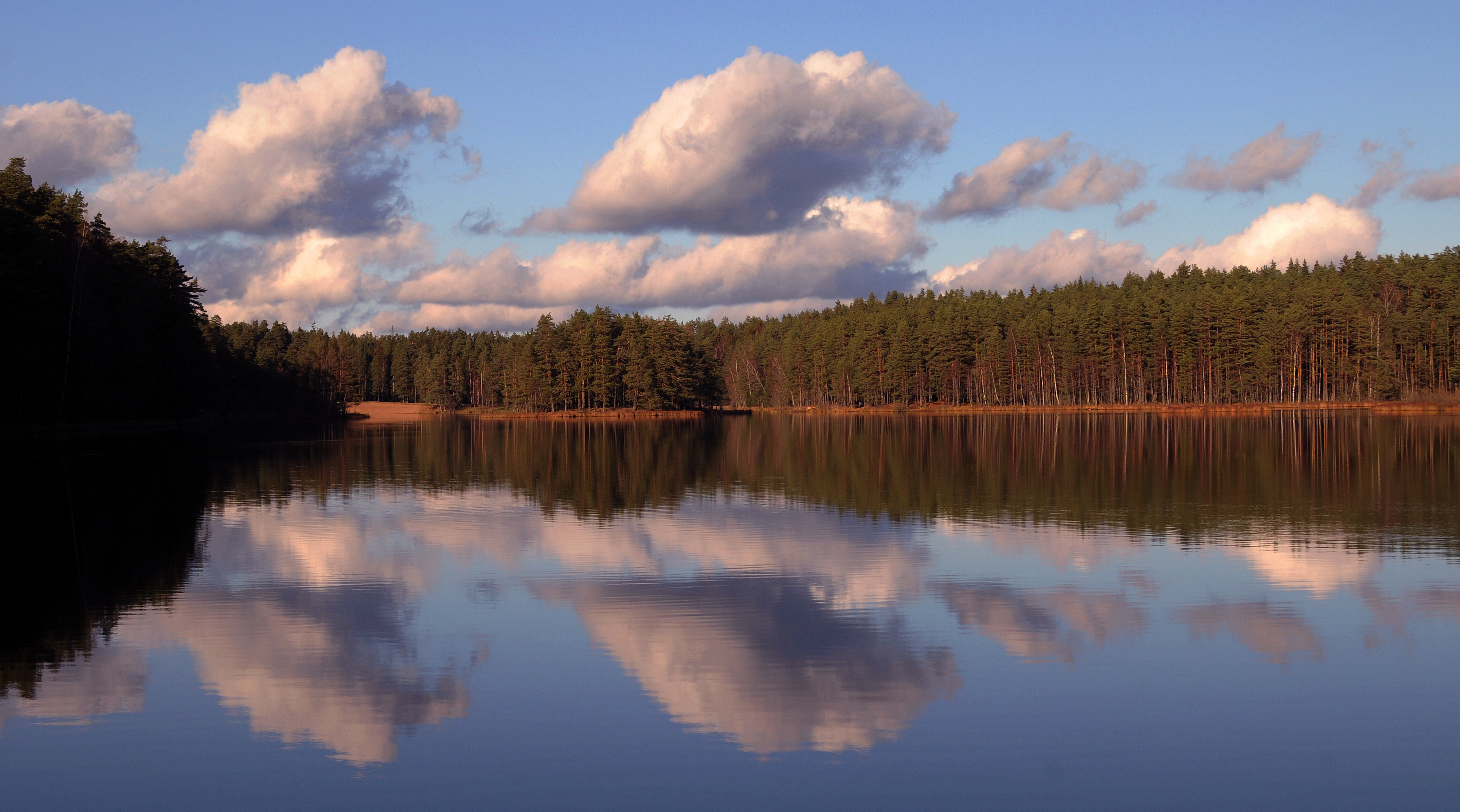
Озеро Вийтна Сууръярв
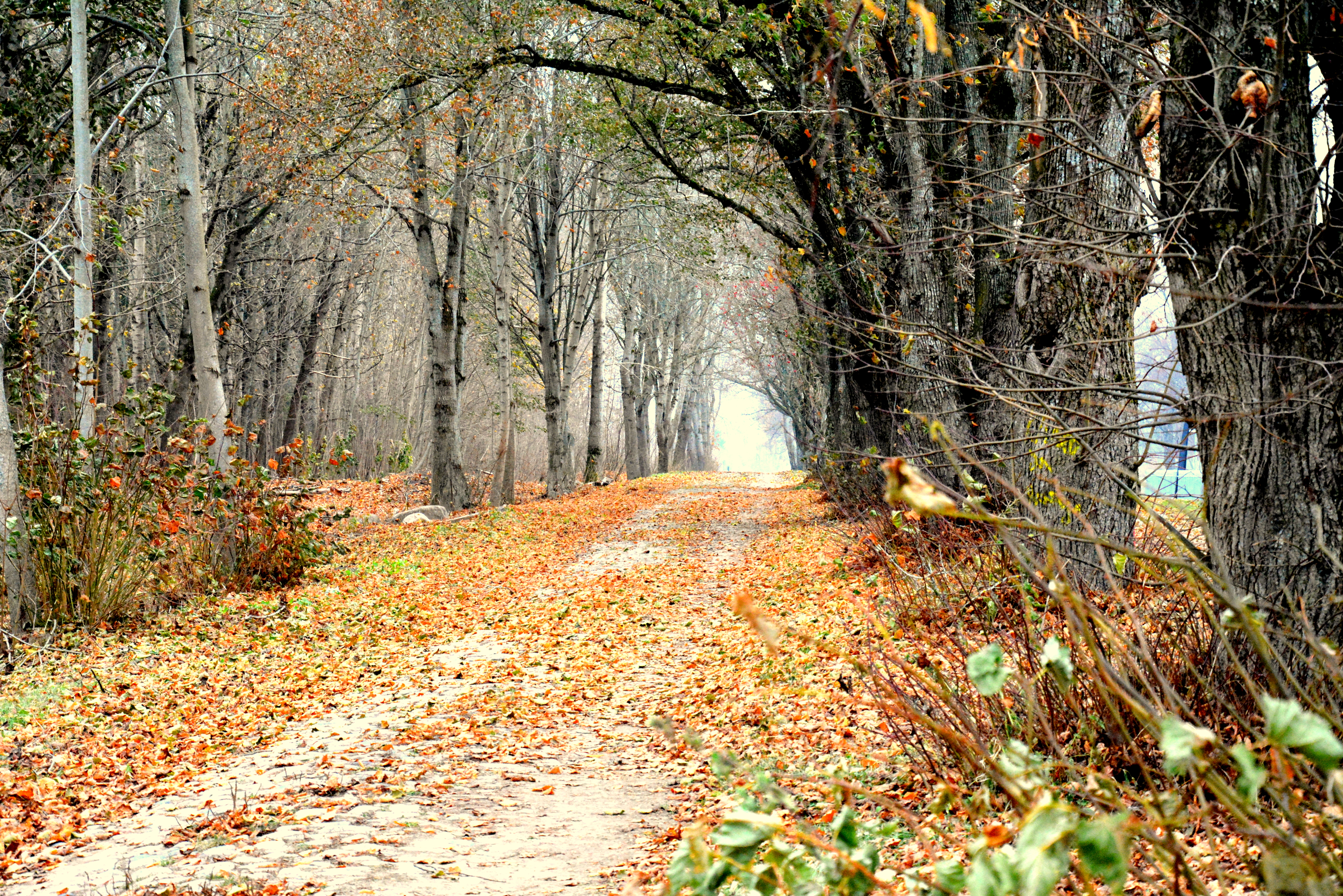
Аллея ж/д станции Кадрина
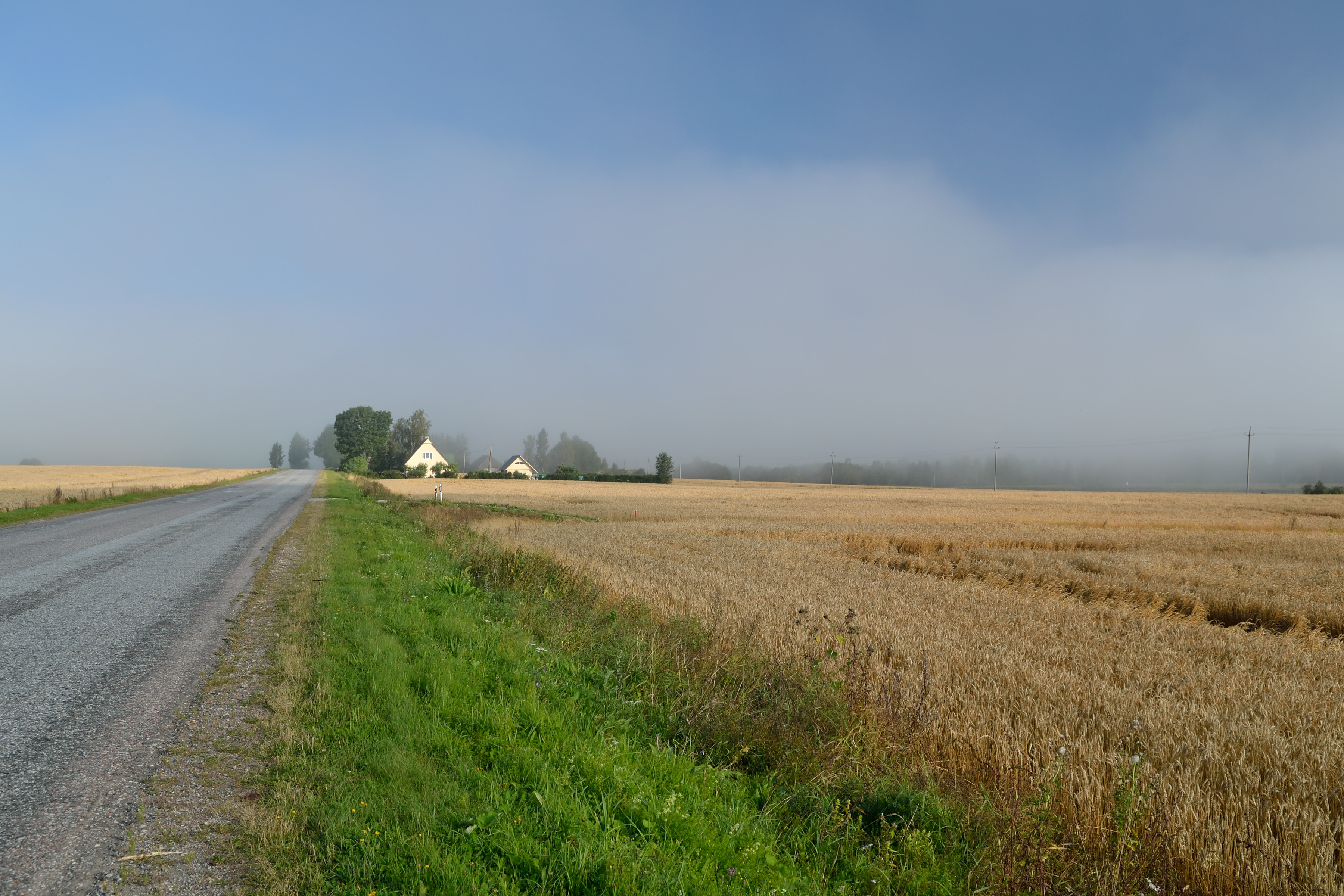
Дорога Ассамалла—Кадрина в деревне Выдувере